# Исса Эль-Исса
Исса Дауд Эль-Исса (араб. عيسى داود العيسى‎, его фамилия также пишется Эль-Исса и Елисса) — палестинский журналист и поэт. Вместе со своим двоюродным братом Юсефом Эль-Исса он основал и редактировал еженедельную газету «Фаластин» (Falastin) в 1911 году в своем родном городе Яффо. Falastin стала одной из самых знаменитых и давно работающих в Палестине газет на то время. Она была посвящена арабскому национализму, палестинскому национализму и делу борьбы православных арабов с греко-православным патриархатом в Иерусалиме. Эль-Исса был противником сионизма и еврейской иммиграции в Палестину.

## Биография
Исса Эль-Исса был христианином, родился он в Яффо, где и получил высшее образование в университете Аль-Фурир. Он свободно говорил на четырех языках и продолжил учебу в Американском университете в Бейруте. Эмигрировавший из Палестины во время Первой мировой войны, Эль-Исса стал главным управляющим королевского двора в Дамаске во время правления короля Фейсала I. Эль-Исса был избран на 7-й конгресс арабского исполнительного комитета в июне 1928 года в качестве представителя от города Яффо. В августе 1936 года Эль-Иссу попытались убить неизвестные. Во время своей работы в конгрессе он присоединился к партии национальной обороны, оппозиции сторонникам Амина Аль-Хусайни. Эль-Исса провёл несколько арабских православных христианских конференций в подмандатной Палестине и Трансиордании. Его сын Раджа Эль-Исса сменил своего отца в качестве редактора газеты Falastin. 29 июня 1950 года Эль-Исса скончался в Бейруте.

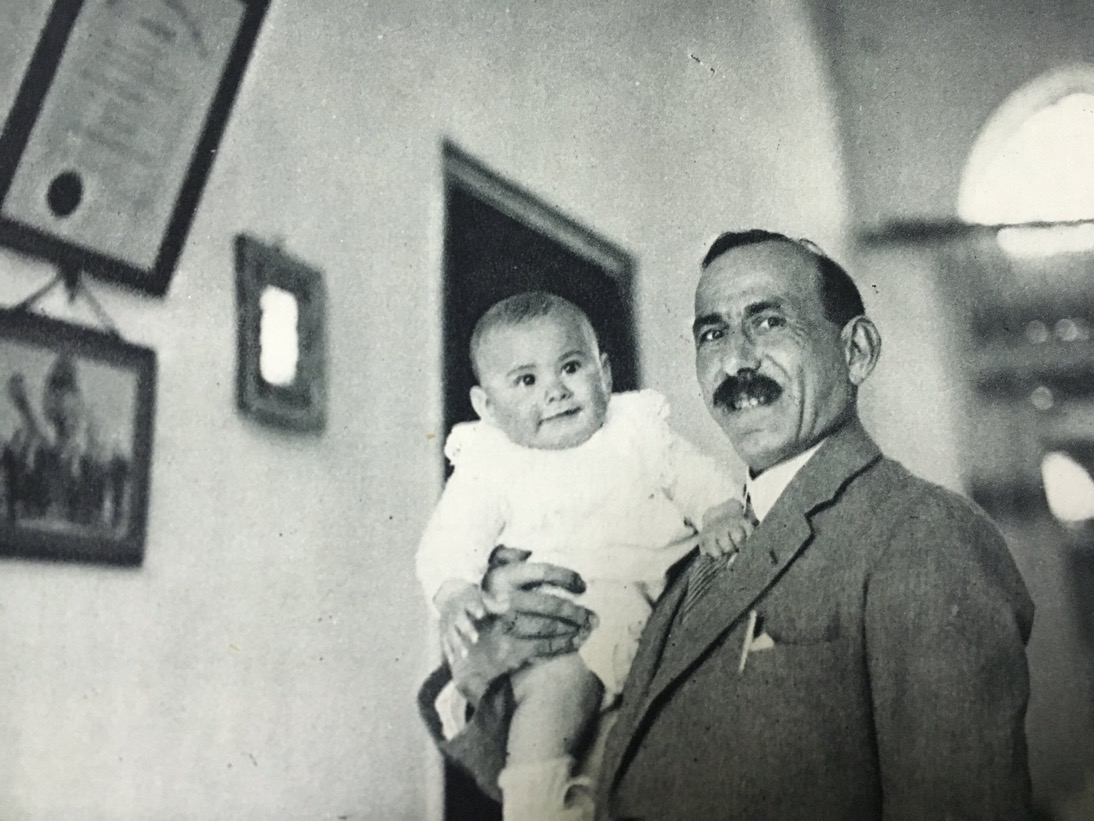
Исса Эль-Исса с ребёнком в Яффо